# Sân bay Billy Bishop Toronto City
Sân bay Billy Bishop Toronto City (mã sân bay IATA: YTZ, mã sân bay ICAO: CYTZ), thường được gọi là Sân bay đảo Toronto, là một sân bay nhỏ nằm trên quần đảo Toronto ở Toronto, Ontario, Canada. Nó được đặt tên theo Air Marshal Billy Bishop, một phi công ách Thế chiến I Canada. Sân bay này được sử dụng bởi hàng không dân dụng, máy bay cứu thương, và các hãng hàng không trong khu vực sử dụng máy bay phản lực cánh quạt. Nó được kết nối bằng phà chở khách. Trong năm 2011, nó đã được xếp hạng sân bay bận rộn thứ 9 của Canada và sân bay bận rộn thứ ba của Ontario tính theo số lượng hành khách và sân bay bận rộn thứ 14 của Canada về số chuyến bay. Sân bay trước đây được biết đến với tên Sân bay Toronto City Centre và Sân bay Đảo Cảng George VI.
Được khởi công từ những năm 1930 làm sân bay chính của Toronto, việc xây dựng sân bay được hoàn thành vào năm 1939 bởi Ủy ban Cảng Toronto (THC). Đồng thời, xây dựng sân bay Malton như là một thay thế, nhưng Malton trở thành trung tâm chính hãng hàng không chở khách của Toronto, để sân bay đảo này cho hàng không chung và các mục đích quân sự. Trong những năm 1940 và 1950, một số các nhà lãnh đạo chính trị đề xuất mở rộng sân bay đảo để cho phép các hãng hàng không hành khách theo lịch trình và giảm chi phí vận hành hàng năm. Malton đã được bán cho Chính phủ Canada năm 1962 để đổi lấy một sự mở rộng và cải tiến cho các sân bay trên đảo.